# Federació Internacional de Gimnàstica

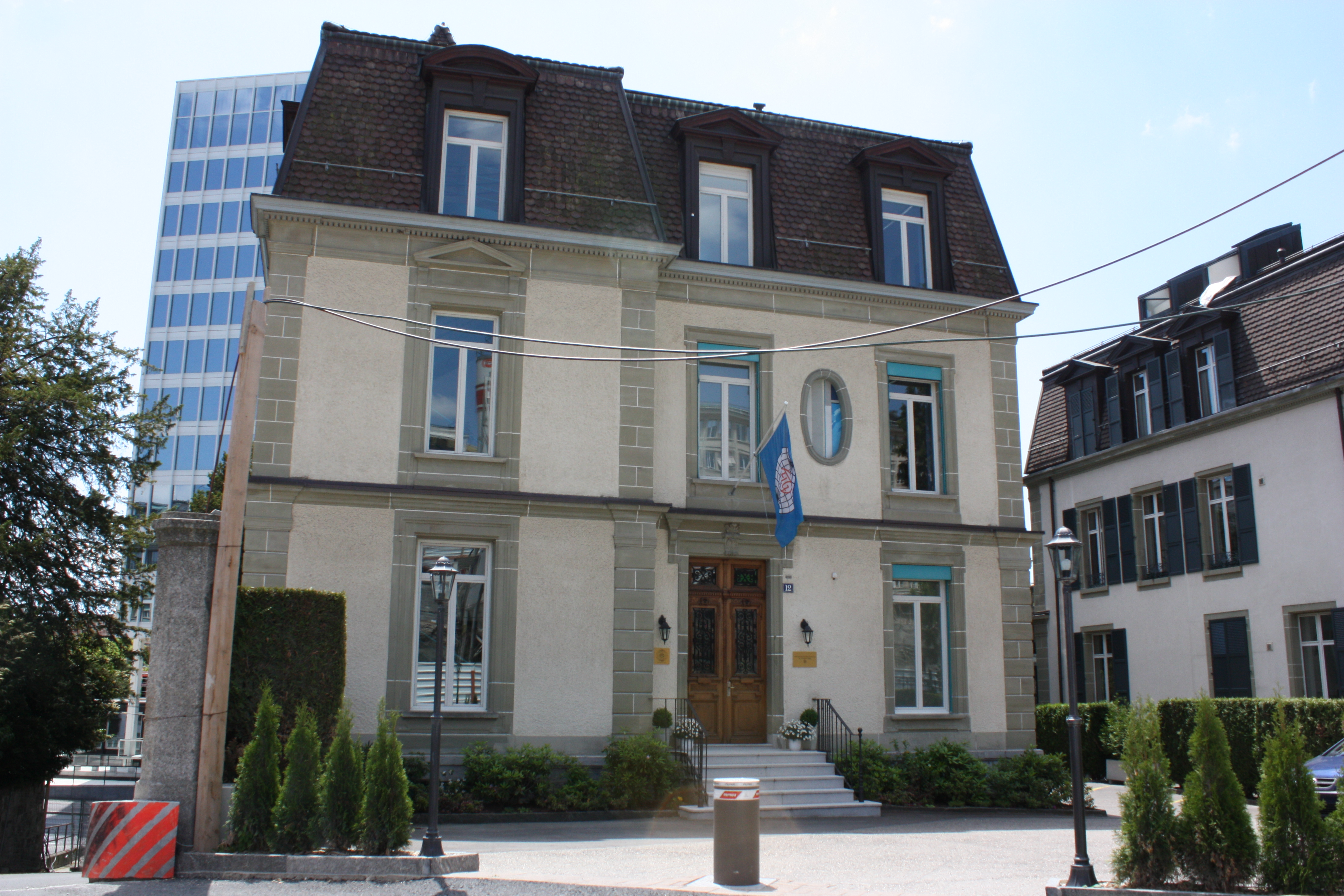
Aquest edifici de Lausana és la seu de la Federació Internacional de Gimnàstica des del 2016.

La Federació Internacional de Gimnàstica (FIG) és un organisme mundial que es dedica a regular les normes de les competicions de totes les disciplines de la gimnàstica. La seva seu es troba a Lausana, Suïssa; però la institució va ser fundada el 23 de juliol de 1881 a Lieja, Bèlgica, el que la converteix en l'organització esportiva internacional més antiga del món. Originalment anomenada Federació Europea de Gimnàstica, va tenir tres països membres —Bèlgica, França i els Països Baixos— fins al 1921, quan es van admetre països no europeus i va rebre el seu nom actual.
La federació estableix les normes, conegudes com el Codi de Punts, que regulen com s'avaluen les actuacions dels gimnastes. Set disciplines de gimnàstica es regeixen per la FIG: la gimnàstica artística, classificada a més com a gimnàstica artística masculina (MAG) i gimnàstica artística femenina (WAG); gimnàstica rítmica (RG); gimnàstica aeròbica (AER); gimnàstica acrobàtica (ACRO); trampolín (TRA); mini trampolí doble (DMT), túmbling (TUM) i parkour. A més, la federació és responsable de determinar l'edat de les gimnastes per participar en els Jocs Olímpics. També s'encarrega de celebrar periòdicament competicions i esdeveniments, el més important dels quals és el Campionat del Món de gimnàstica artística.

## Història
Sota l'impuls dels francesos, belgues i holandesos, que són els tres membres fundadors, el 23 de juliol de 1881 es va fundar l'Oficina de Federacions Europees de Gimnàstica, que el 1922 es va convertir en la Federació Internacional de Gimnàstica.
La seu de la FIG ha canviat d'ubicació diverses vegades al llarg de la seva història: després d'haver tingut la seva seu a Lieja, es va desplaçar a Praga. Posteriorment, la FIG es va traslladar a Suïssa després de la Segona Guerra Mundial, primer a Ginebra, abans de traslladar-se a obrir una secretaria permanent a Lyss el 1973, després es trasllada a Moutier el 1991 i finalment a Lausana a partir del juliol del 2008. Aleshores es converteix en la 36a institució esportiva internacional que forma part del Comitè Olímpic Internacional. Per tal d'entrar a les disciplines dels Jocs Olímpics, l'any 1996 va absorbir la Federació Internacional de Trampolí, les activitats de la qual gestiona des de llavors: trampolí, tumbling i acrosport.
Després de la invasió russa d'Ucraïna el 2022, la FIG va prohibir els atletes i funcionaris russos, inclosos els jutges. També va anunciar que "tots els esdeveniments de la Copa del Món de la FIG i de la Copa Mundial de Desafiaments previstos per tenir lloc a Rússia es cancel·len i no s'assignaran cap altre esdeveniment de la FIG a Rússia fins a nou avís". La FIG també va prohibir la bandera russa en els seus actes.

## Organització
Els òrgans de govern de la federació són el Congrés, el Consell, la Comissió Executiva, el president, les comissions presidencials, el secretari general, el Coordinador Tècnic, les Comissions Tècniques, la Comissió de Gimnàstica per a Tothom i la Comissió de Parkour, la Comissió d'Esportistes i els Auditors Internsdisciplines.
El 2021 hi havia 154 federacions nacionals afiliades a la FIG, així com dues federacions associades.

### Presidents de la FIG

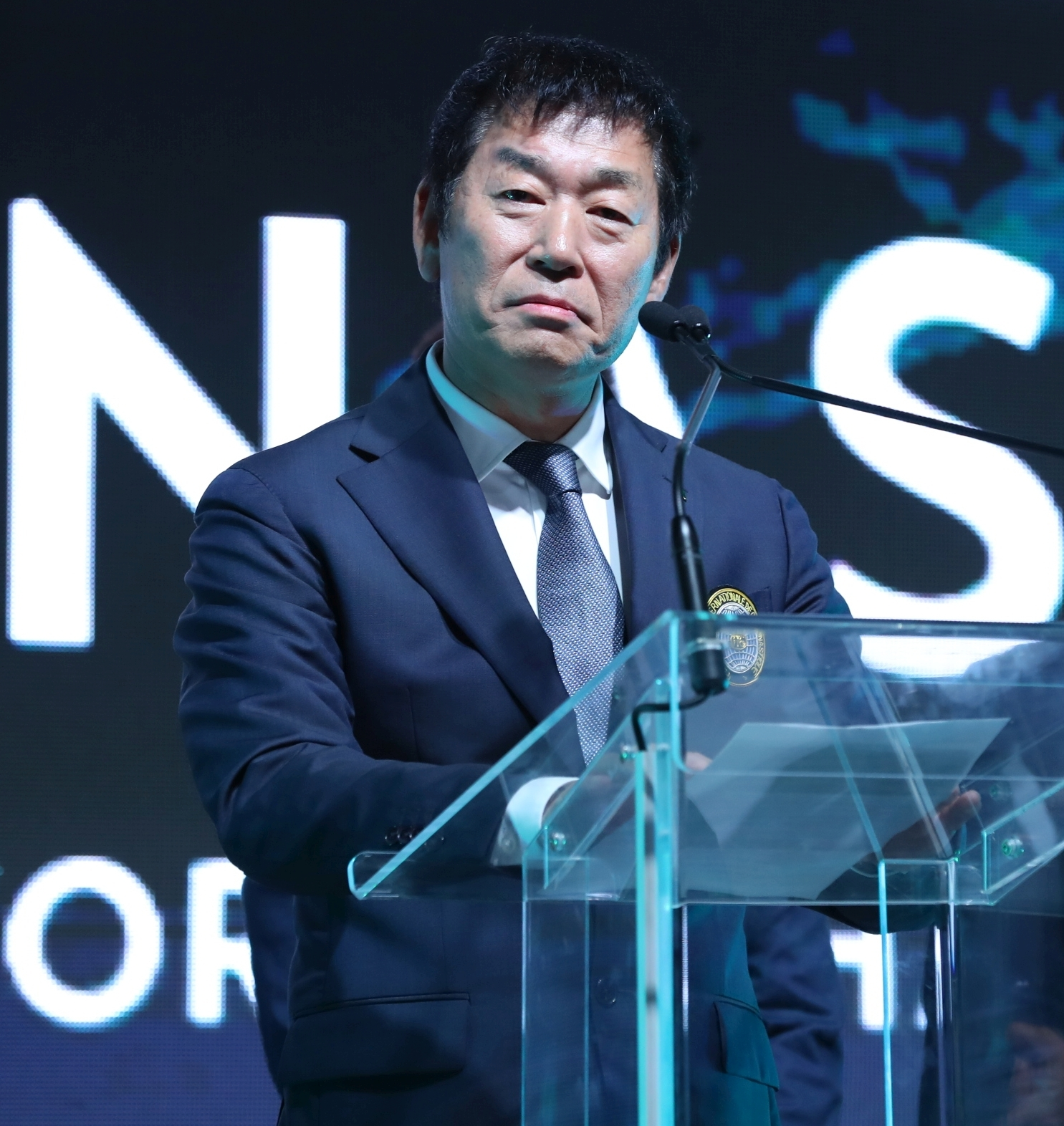
El president de la Federació Internacional de Gimnàstica, Morinari Watanabe, en una imatge del 2019.

| Període     | Nom               | Nacionalitat            |
| ----------- | ----------------- | ----------------------- |
| 1881–1924   | Nicolas Cupérus   | Bèlgica                 |
| 1924–1933   | Charles Cazalet   | França                  |
| 1933–1946   | Adam Zamoyski     | Polònia                 |
| 1946–1956   | Goblet d’Alviella | Bèlgica                 |
| 1956–1966   | Charles Thoeni    | Suïssa                  |
| 1966–1976   | Arthur Gander     | Suïssa                  |
| 1976–1996   | Yuri Titov        | Unió Soviètica · Rússia |
| 1996–2016   | Bruno Grandi      | Itàlia                  |
| Gener 2017– | Morinari Watanabe | Japó                    |

## Objectius
Tal com apareix als seus estatuts, els objectius de la FIG són:
1. governar l'esport de la gimnàstica a nivell internacional
2. Codificar les regles de la gimnàstica a nivell internacional
3. Coordinar els esforços per a un desenvolupament físic i moral segur i saludable en la gimnàstica i la pràctica de totes les activitats esportives relacionades amb ell, lluitar contra totes les formes de dopatge, de violència i d'injustícia esportiva,
4. Respectar i implementar el Codi Mundial Antidopatge, inclosos els estàndards internacionals emès per l'AMA i per protegir els gimnastes/atletes nets
5. Organitzar els esdeveniments oficials de la FIG i supervisar els esdeveniments de gimnàstica dels Jocs Olímpics, els Jocs Olímpics de la Joventut i qualsevol altre jocs multiesportius
6. Donar suport als esforços per millorar l'eficàcia operativa, l'eficiència econòmica i sostenibilitat ambiental dins de la seva pròpia estructura així com per als Esdeveniments Oficials de la FIG organitzats per les seves federacions membres
7. Contribuir i consolidar l'amistat entre gimnastes de totes les nacions, ajudar en la formació i el treball de les Unions Continentals i Grups Regionals mantenint

enllaç i comunicació eficaços,
1. Assistir, mitjançant la cooperació i la Solidaritat Olímpica, en la formació de federacions nacionals als països on la gimnàstica no s'ha desenvolupat,
2. Promoure els principis del Moviment Olímpic,
3. Respectar la Carta Olímpica del COI i el Codi Ètic del COI, incloses les seves disposicions d'implementacions, en particular les Normes relatives als conflictes d'interessos que afecten el comportament de les parts Olímpiques, així com els Principis Universals Bàsics de bon govern dels moviments olímpic i esportiu i el Codi de Prevenció del Moviment Olímpic de manipulació de competicions
4. Protegir els gimnastes/esportistes i altres participants a la gimnàstica de qualsevol tipus d'assetjament i maltractament

## Disciplines

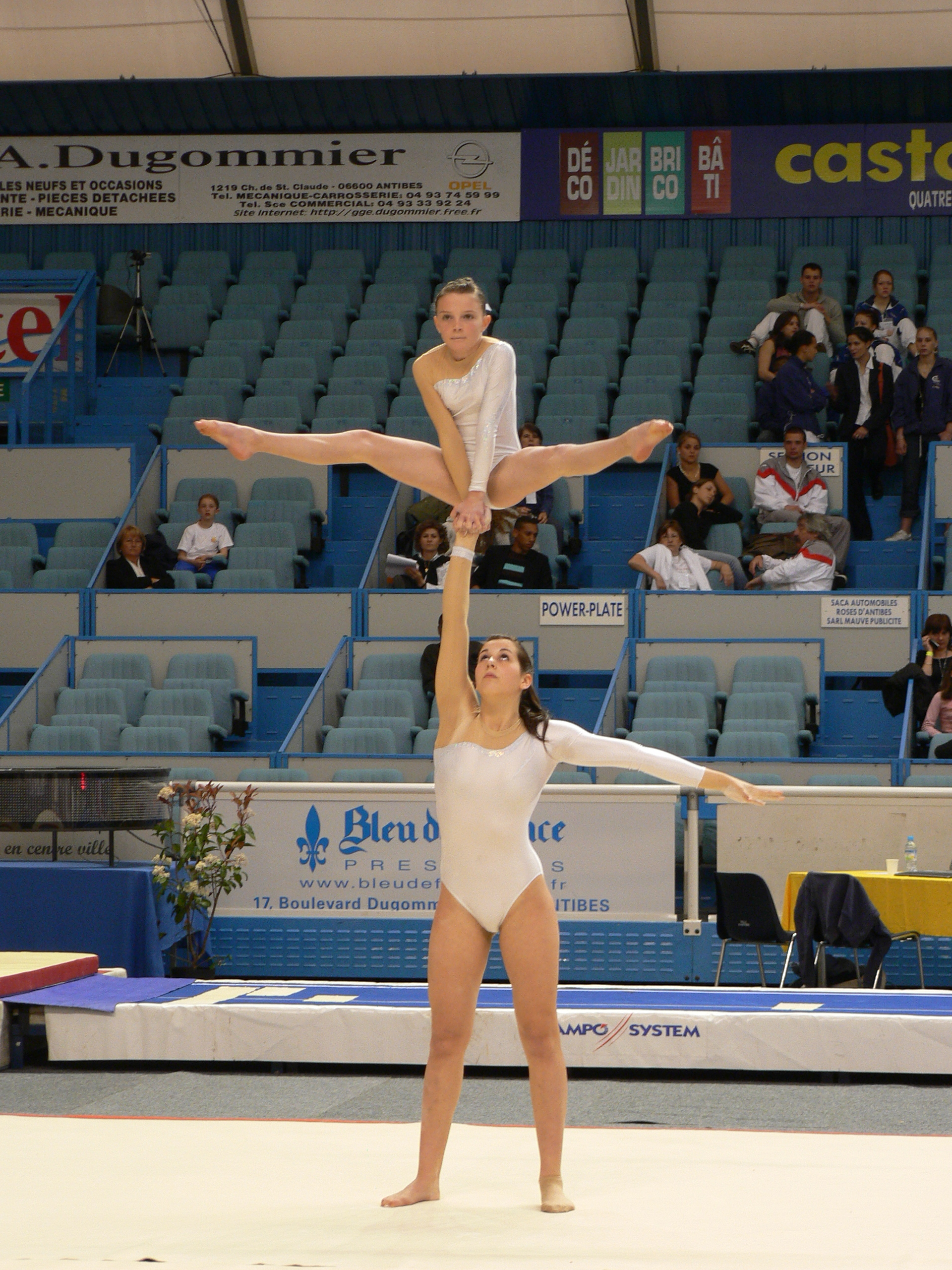
Duo femení acrobàtic, format per Éleonore Lachaud i Clara Guinard, l'any 2007.

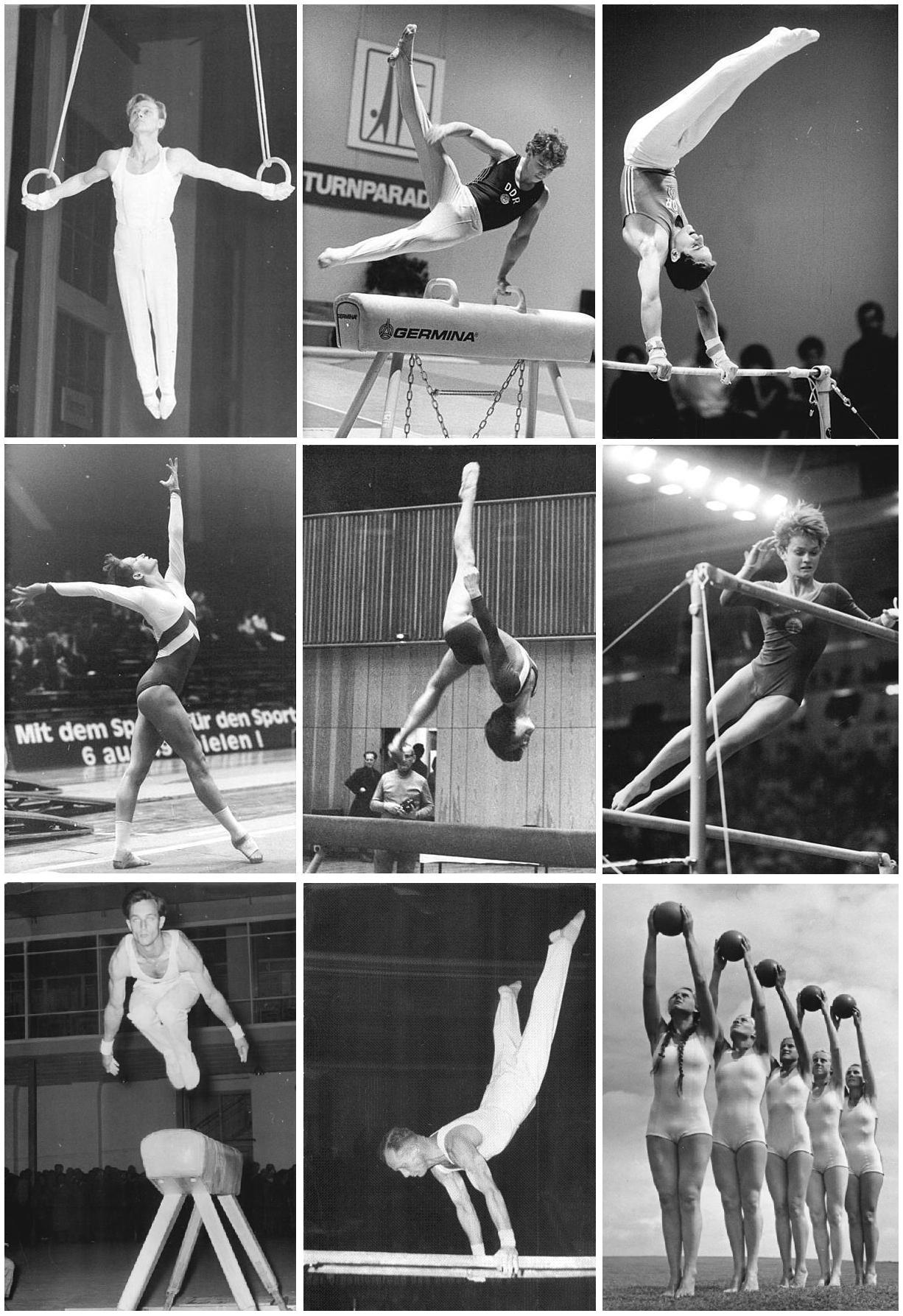
Aparell de la modalitat artística.

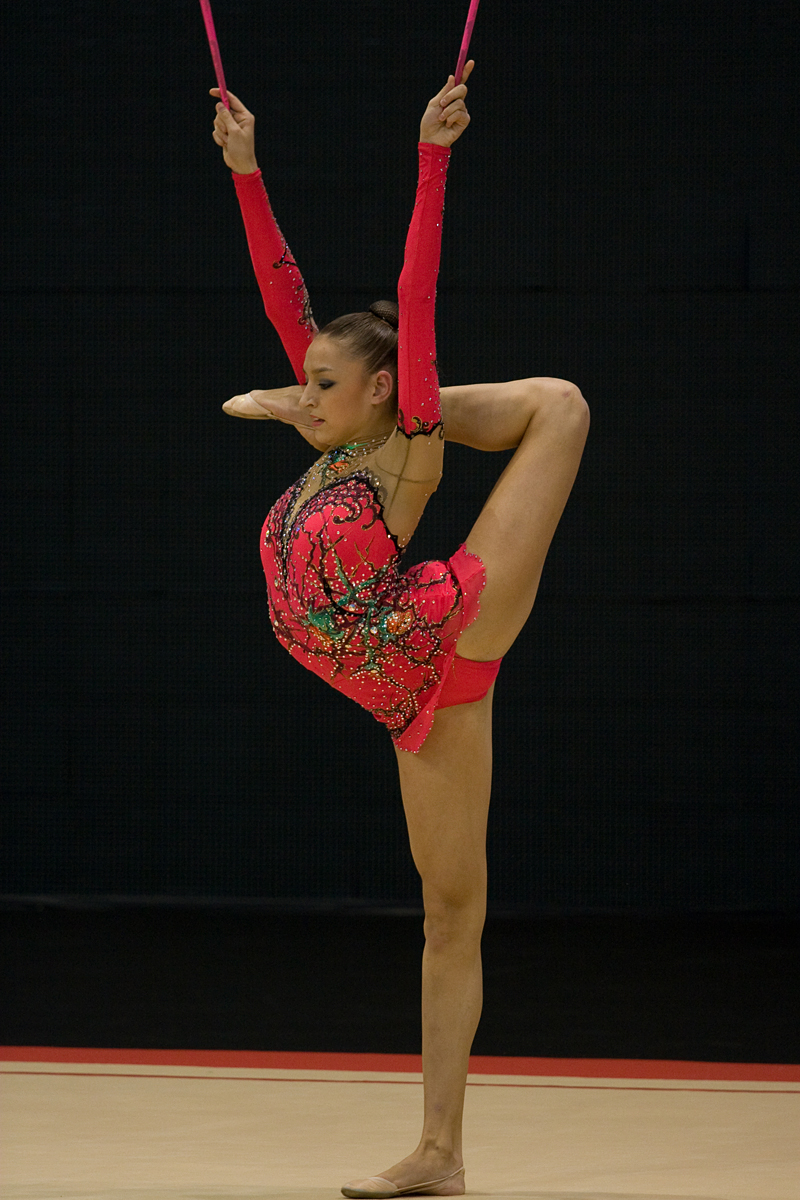
Yevgeniya Kanayeva de GR, competint en l'aparell de maces.

La FIG ha anat multiplicant els seus esforços en el desenvolupament de disciplines competitives, generant audiència, entrenant i assegurant la credibilitat d'ella mateixa i de l'esport que governa. La gimnàstica, en totes les seves formes, requereix la roba més elemental que la fa molt accessible per a tots els grups d'ingressos. La regla bàsica de la FIG per a les competicions i pràctiques de disciplina és que els implicats en els projectes sempre recorden que una victòria només s'aconsegueix amb l'esforç de l'entrenador juntament amb l'esportista, i això només sota la guia d'un tècnic qualificat i certificat tècnic que es pot tenir la garantia d'un treball segur per l'esportista.
Hi ha set modalitats gestionades i ateses per la Federació:

### Gimnàstica per a tothom
Vinculat a la història de la pròpia entitat, és la forma no competitiva de la gimnàstica inserida a la FIG. Es veu als festivals de l'esmentat esport o cada quatre anys a la World Gymnasestrada, que aplega al voltant de 25.000 gimnastes cada edició i va ser ideada per Nicolas Cupérus. En essència, la gimnàstica per a tothom aporta el mateix concepte de gimnàstica i pot ser practicada per tothom, independentment de l'edat, la mida o la condició física.

### Ginástica acrobática
Històricament, aquesta modalitat es va desenvolupar al llarg del segle viii, gràcies a l'aparició de les activitats de circ. Tanmateix, només al segle xx es va convertir en una modalitat competitiva, amb una federació internacional que aviat es va fusionar amb la FIG.

### Gimnàstica aeròbica
Aquesta modalitat, ideada per Kenneth H. Cooper, es va desenvolupar inicialment per a l'entrenament dels astronautes. Més tard, la iniciativa va ser continuada per l'actriu Jane Fonda, que va ampliar el programa tècnicament i comercialment per convertir-se en el popular fitness aeròbic. Només més tard, els exercicis aeròbics també es van convertir en una modalitat competitiva, incorporada a la Federació Internacional de Gimnàstica, que la va regular i va crear els seus campionats específics. A la primera edició mundial, 34 nacions van assistir a les disputes.
Aquesta disciplina requereix un alt nivell de força, agilitat, flexibilitat i coordinació. Les piruetes i les cabrioles, pròpies de la gimnàstica artística, no són moviments realitzats per la modalitat aeròbica. Els seus esdeveniments es divideixen en cinc: femení i masculí individual, parelles mixtes, trios i sextets.

### Gimnàstica artística
D'acord amb l'evolució de la gimnàstica, la modalitat artística va ser la seva primera branca competitiva, pel que fa a la combinació d'exercicis sistemàtics, creada per diferenciar les tècniques dels moviments artístics i de demostració de força, de les de les pràctiques militars. Practicat com a exercici des de l'antiga Grècia, va evolucionar amb l'aparició dels centres d'entrenament, iniciats per l'alemany Friedrich Ludwig Jahn, que va crear i perfeccionar aparells tal com es coneix avui dia, com la barra fixa. Pel que fa a la gimnàstica, va ser la primera modalitat inclosa als Jocs Olímpics, tot just a la primera edició.

### Gimnàstica rítmica
Els primers informes de pràctica gimnàstica vinculada al ritme es remunten al segle XVI. Després, van passar més de dos-cents anys fins que es va convertir en una unitat de dansa gimnàstica, portada a l'extinta Unió Soviètica, on es va començar a ensenyar com a manifestació de la gimnàstica artística, per a la qual va deixar la musicalitat com a herència. Poc després, va conquerir un sistema organitzat amb dispositius i competicions pròpies. El 1996, es va convertir en esport olímpic, cent anys després que la gimnàstica entrés als Jocs Olímpics.

### Gimnàstica de trampolí
Aquesta modalitat té el seu origen imprecís. Malgrat això, se sap que a l'edat mitjana els acròbates de circ utilitzaven trampolins en les seves presentacions i els trapezistes saltaven a una xarxa de seguretat. Tanmateix, només al segle xx es van veure actuacions sobre "llits saltadors", també en forma d'entreteniment. Als Estats Units, uns anys més tard, l'aparell va patir una altra modificació, ara com a equip de busseig. El 1936, George Nissen, davant l'ús de la xarxa de seguretat, va millorar la tècnica i va institucionalitzar el trampolí acrobàtic com a esport. Des de 2000 forma part del programa olímpic.